# Bassaricyon
Bassaricyon là một chi động vật có vú trong họ Gấu mèo Bắc Mỹ, bộ Ăn thịt. Chi này được J. A. Allen miêu tả năm 1876. Loài điển hình của chi này là Bassaricyon gabbi J. A. Allen, 1876, by designation.

## Hình ảnh

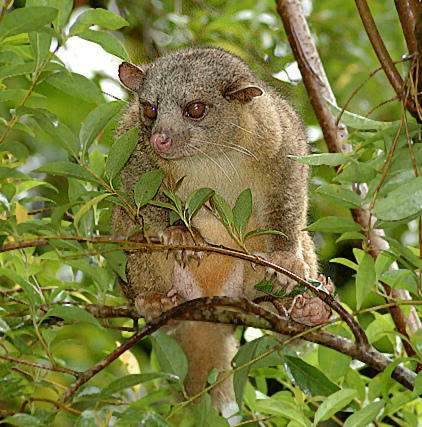
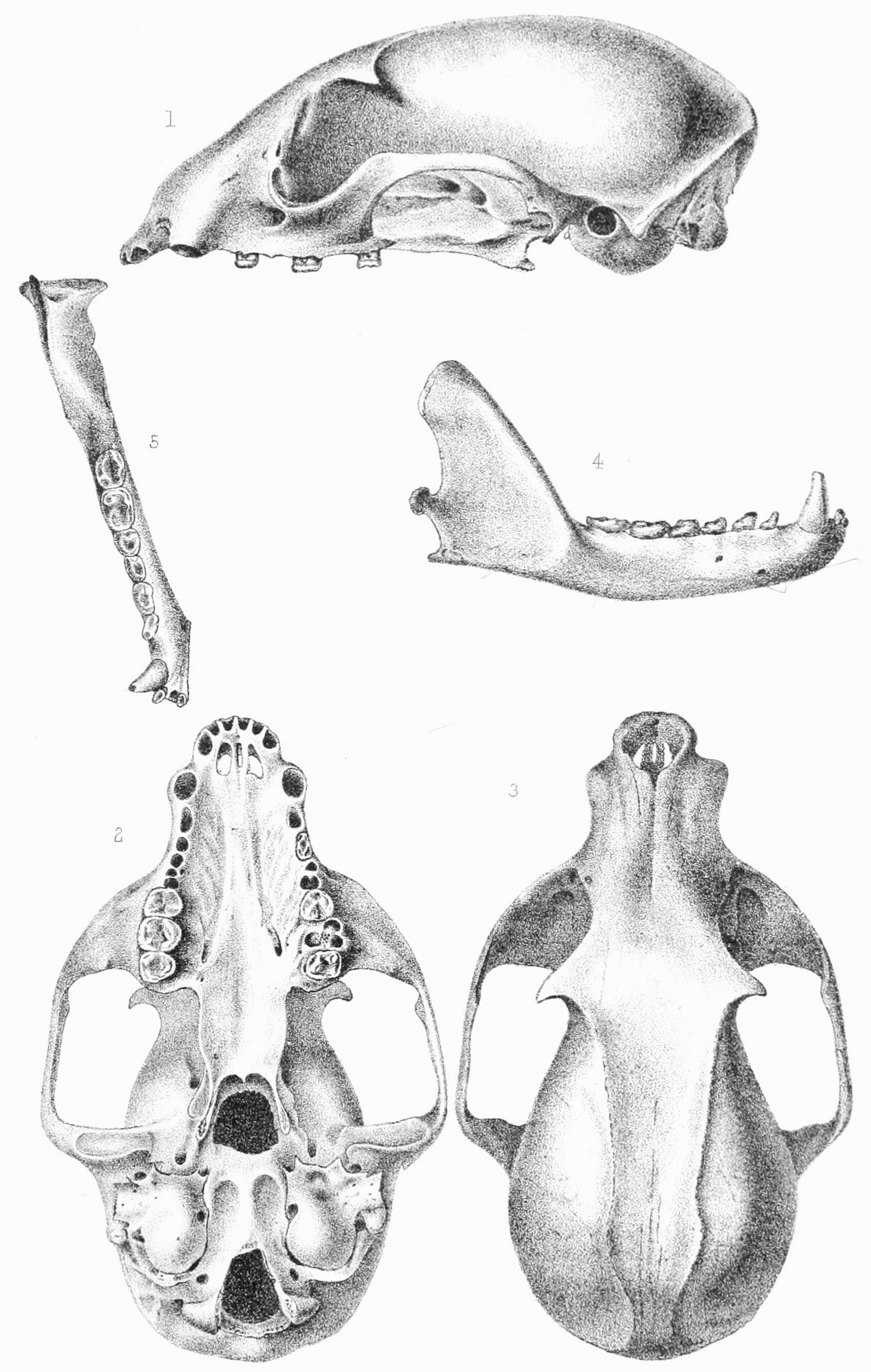
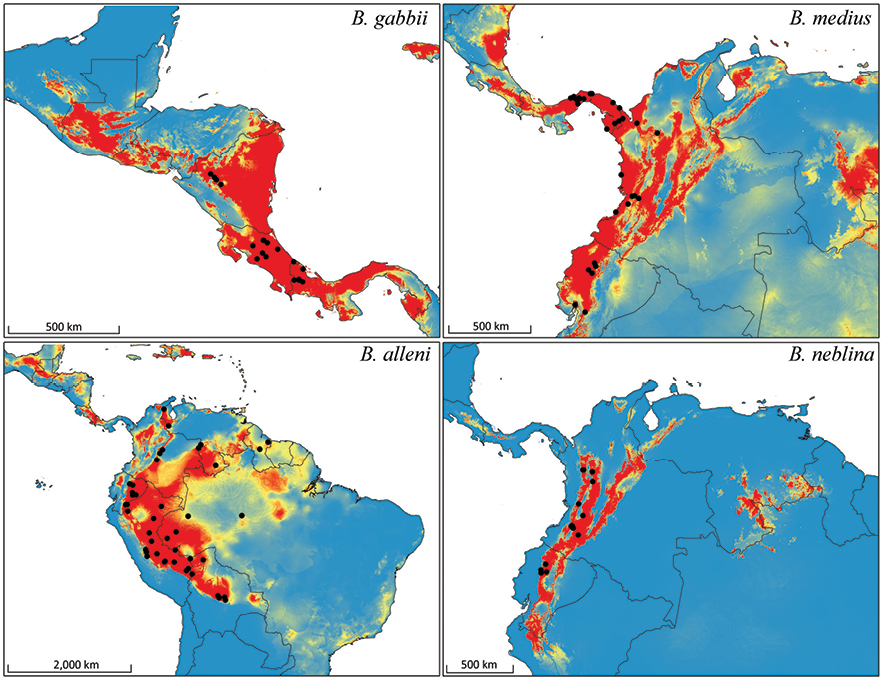
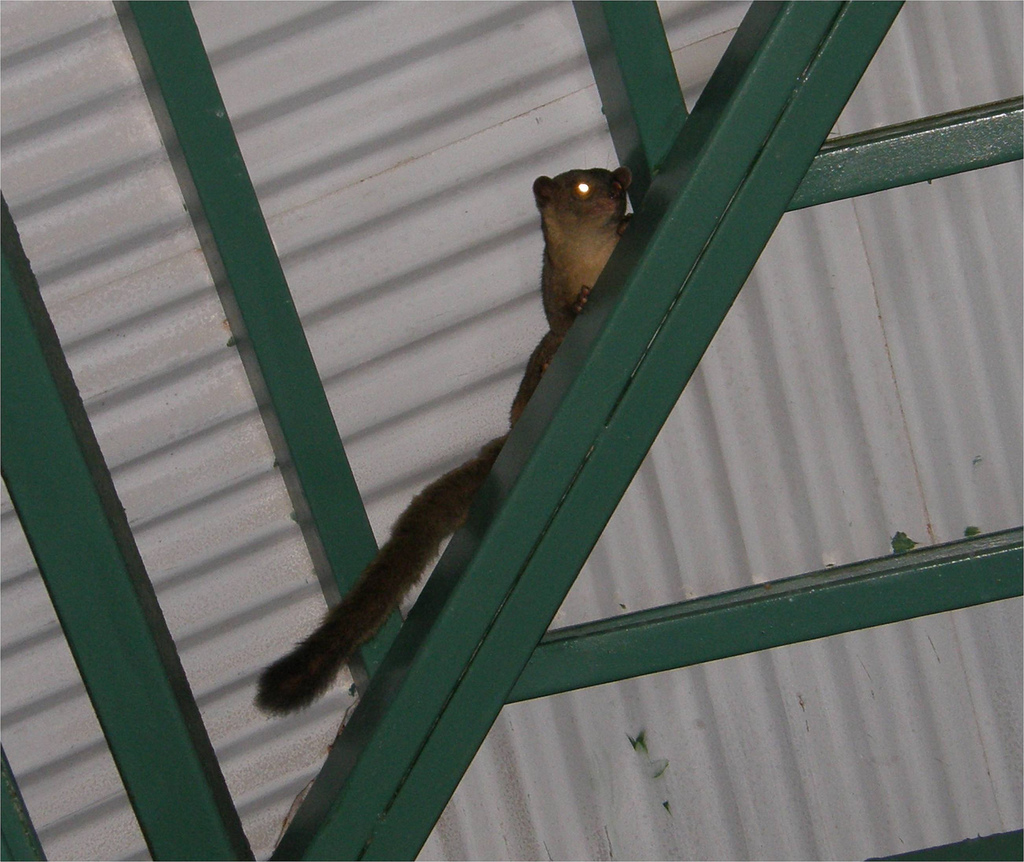

## Các loài
Chi này gồm các loài: